# Ворзельська вулиця (Київ)
Во́рзельська ву́лиця — вулиця в Подільському районі міста Києва, місцевість Селище Шевченка. Пролягає від Гамаліївської вулиці до Межового провулку. 

## Історія
Вулиця виникла у 1950-х під назвою Нова. У 1957 року отримала назву на честь російського художника-баталіста Василя Верещагіна. Сучасна назва на честь селища Ворзель — з 2024 року. 